# Pachybrachius luridus
Pachybrachius luridus är en insektsart som beskrevs av Carl Wilhelm Hahn 1826. 
Enligt Catalogue of Life ingår Pachybrachius luridus i släktet Pachybrachius och familjen Rhyparochromidae, men enligt Dyntaxa är tillhörigheten istället släktet Pachybrachius och familjen fröskinnbaggar. Arten är reproducerande i Sverige. Inga underarter finns listade i Catalogue of Life.